# Isaac Success
Isaac Success Ajayi (Ciudad de Benín, 7 de enero de 1996) es un futbolista nigeriano. Juega de delantero en el Al-Wasl F. C. de la UAE Pro League.

## Trayectoria
Sus inicios futbolísticos fueron en el BJ Foundation Academy de Benín. El 2 de enero de 2014 el Udinese Calcio llegó a un acuerdo para fichar al jugador. El traspaso se cifró en 400 000 euros, y vincula a Isaac Success con el club italiano para las próximas 4 temporadas, a razón de 250 000 euros al año.
Inmediatamente fue cedido en un principio al Granada C. F. para integrarse en su filial, aunque seguidamente pasó a formar parte en propiedad del Granada CF el cual dispone de sus derechos federativos.  Esa primera temporada debuta en La Liga convirtiéndose en el jugador más joven en debutar y en marcar un gol con los rojiblancos en la máxima categoría del fútbol nacional.
En agosto de 2021 fichó por el Udinese Calcio.

## Selección nacional
Con 7 goles, fue el máximo goleador del Campeonato Sub-17 Africano, disputado en 2013 en Marruecos. En dicho Torneo su selección, Nigeria, quedó subcampeona, cayendo derrotada en la final ante el combinado de Costa de Marfil en los penaltis. También formó parte de la selección de Nigeria que se proclamó campeona en la Copa Mundial de Fútbol Sub-17, disputada en 2013 en Emiratos Árabes Unidos; en esa ocasión la selección nigeriana venció en la final al combinado de México; a pesar de participar en dicho torneo, Isaac Success solo pudo aportar 2 goles a su país, pues cayó lesionado en los primeros compases del mismo.

### Participaciones con la selección
| Competencia                           | Sede                   | Resultado        | Partidos | Goles |
| ------------------------------------- | ---------------------- | ---------------- | -------- | ----- |
| Copa Mundial de Fútbol Sub-17 de 2013 | Emiratos Árabes Unidos | Campeón          | 7        | 2     |
| Copa Mundial de Fútbol Sub-20 de 2015 | Nueva Zelanda          | Octavos de final | 4        | 2     |